# Первомайское (Покровский район)
Первома́йское (укр. Первомайське) — село в Покровском районе Донецкой области Украины.

## Население
Население по данным всеукраинской переписи 2001 года составляло 2208 человек.

## Происхождение названия
Село было названо в честь праздника весны и труда Первомая, отмечаемого в различных странах 1 мая; в СССР он назывался Международным днём солидарности трудящихся.
На территории Украинской ССР имелись 50 населённых населённых пунктов с названием Першотравневое и 27 — с названием Первомайское.
В Донецкой области в границах 2014 года находятся семь одноимённых населённых пунктов, в том числе два — в Тельмановском районе: село Первомайское к востоку от Тельманова, село Первомайское к западу от Мичурина; сёла Первомайское в Добропольском районе; Первомайское в Никольском районе; Первомайское в Новоазовском районе; Первомайское в Ясиноватском районе; посёлок Первомайское Снежнянского городского совета.

## История

### Период до 1917 года
Первое упоминание о поселении на месте современного Первомайского имеется в Списках населенных мест Бахмутского уезда (1873) — «по правую сторону от почтовой дороги из Бахмута в Мариуполь, при верховьях речки Водяной расположен казённый хутор Бурьяновка». Хутор состоял из 14 дворов, население составляло 109 человек (55 мужчин и 54 женщины).
На карте Шуберта 1878 года в устье реки Песчаная (приток реки Водяной) обозначены хутора Бурьяновские (Марченские), при них три деревянные ветряные мельницы, скотный двор.
Хутора Марченские получили своё название по фамилии жителей: по данным Сборника статистических сведений по Екатеринославской губернии за 1886 год, из 20 дворов 8 принадлежали крестьянам с фамилией Марченко. На тот момент хутора административно подчинялись Авдеевской волости.

### Советский период
В 1936 году хутор Бурьяновка стал центром Первомайского сельсовета. В 1960-е годы Бурьяновка уже упоминается как село Первомайское, в котором имелось 835 дворов и проживало 2477 человек.
В 1970-е годы в Первомайском функционировала восьмилетняя школа, в которой 16 учителей обучали 280 детей, был клуб на 250 мест, библиотека, медпункт, детский сад и ясли, почтовое отделение, 5 магазинов, баня, комбинат бытового обслуживания, столовая.

### Российско-украинская война (2014—2024)
9 апреля 2024 года в ходе вторжения России в Украину Первомайское было оккупировано российскими войсками.

## Религия
В Первомайском находится храм Казанской иконы Божией Матери Авдеевского благочиния Донецкой епархии Украинской православной церкви Московского патриархата. Приход открыт в 1993 году. Храм освящён 16 ноября 2003 года. Здание было переоборудовано из бывшей школы 1917 года постройки.